# Lee Weeks
Lee Weeks (Augusta (Maine), 21 ottobre 1962) è un fumettista statunitense.
È noto per il suo lavoro su titoli come Daredevil e The Incredible Hulk per Marvel Comics e Superman: Lois and Clark per DC Comics, oltre che per la sua ampia produzione fumettistica in generale.

## Biografia
Lee Weeks ha frequentato la scuola del fumetto Kubert e ha fatto il suo debutto professionale nel campo disegnando, inchiostrando e scrivendo un racconto (Friends Don't Let Friends Drive Drunk) in Tales of Terror n. 5 (marzo 1986), un'antologia horror pubblicata da Eclipse Comics.
È conosciuto soprattutto per il suo lavoro per la Marvel Comics sulla serie Daredevil (1990-1992), per cui ha disegnato Last Rites. La storia narrava la caduta di Kingpin ed è una sorta di seguito di Born Again di Frank Miller e David Mazzucchelli.
Ha collaborato con lo scrittore Howard Mackie nella miniserie Gambit tra il 1993 e il 1994. Per la Dark Horse Comics, Weeks ha disegnato i crossover: Predator vs. Magnus, Robot Fighter e Tarzan vs. Predator: At the Earth's Core. Tornato alla Marvel, nel 2000 ha scritto e disegnato la miniserie Spider-Man: Death and Destiny e ha lavorato con Tom DeFalco su Spider-Man: The Mysterio Manifesto l'anno successivo.
Altre collane Marvel a cui ha contribuito sono Justice (1988–1989), The Destroyer (1989–1990), Spider-Man's Tangled Web (2002), Captain America (vol. 4) nn. 17-20 (su testi di Dave Gibbons) (2003), The Incredible Hulk (vol. 3) (2002, 2005) e la miniserie in cinque parti Captain Marvel (2008).
Per un breve periodo alla DC Comics, ha disegnato le matite del volume The Batman Chronicles: Gauntlet (1997), scritto da Bruce Canwell. Ha anche lavorato agli storyboard della serie animata Superman. Ha lavorato su Superman: Lois & Clark nel 2015 con lo scrittore Dan Jurgens. Nel 2017, Weeks ha disegnato un one-shot sul team-up tra Batman e Elmer Fudd.

## Accoglienza
A Weeks è stato dedicato il diciassettesimo volume della serie Modern Masters pubblicata da TwoMorrows Publishing nel 2008.
Weeks ha scritto e disegnato Angels Unaware, l'apertura in tre parti della miniserie antologica Marvel in otto numeri Daredevil: Dark Nights. James Hunt di Comic Book Resources ha assegnato al primo numero quattro stelle e mezzo su cinque. Pur avendo elogiato la scrittura di Weeks, ha sottolineato come: 
(James Hunt)
Anche il secondo numero ha ricevuto quattro stelle e mezzo su cinque da Kelly Thompson della CBR, che lo ha definito «bello da lasciare il segno e sorprendentemente complesso nel modo in cui affronta il concetto di essere un supereroe» e che la storia offre una visione «fantastica» del personaggio. 

## Premi
- Nel 2003, Lee Weeks ha condiviso l'Haxtur Award per il "Miglior racconto breve" con Bruce Jones e Josef Rubinstein[14].
- Nel 2019, Weeks ha ricevuto il premio Inkwell Awards All-in-One, avendo ricevuto il 31% dei voti per quella categoria[15].

## Opere

### Dark Horse Comics
- Comics' Greatest World: Ghost (n. 3) (1993)
- Comics Greatest World: Monster (n. 4) (1993)
- Comics Greatest World: Pit Bulls (n. 2) (1993)
- Comics Greatest World: X (n. 1) (1993)
- Comics' Greatest World: Barb Wire (n. 9) (1993)
- Comics' Greatest World: Catalyst: Agents of Change (n. 8) (1993)
- Comics' Greatest World: Division 13 (n. 13) (1993)
- Comics' Greatest World: Hero Zero (n. 14) (1993)
- Comics' Greatest World: King Tiger (n. 15) (1993)
- Comics' Greatest World: Mecha (n. 6) (1993)
- Comics' Greatest World: Motorhead (n. 12) (1993)
- Comics' Greatest World: Out of the Vortex (n. 16) (1993)
- Comics' Greatest World: Rebel (n. 5) (1993)
- Comics' Greatest World: The Machine (n. 10) (1993)
- Comics' Greatest World: Titan (n. 7) (1993)
- Comics' Greatest World: Wolf Gang (n. 11) (1993)
- Predator vs. Magnus, Robot Fighter nn.1–2 (1992)
- Tarzan vs. Predator at the Earth's Core nn. 1–4 (1996)

### DC Comics
- Batman (vol. 3) n. 50 (Una pagina), nn. 51–53, 67,  Annual n. 2 (2018–2019)
- Batman: Black & White (vol. 5) n. 5 (Storia di "Segnali".) (2021)
- The Batman Chronicles nn. 1, 7 (1995–1997)
- The Batman Chronicles: The Gauntlet #1 (1997)
- Batman/Elmer Fudd n. 1 (2017)
- Batman: Legends of the Dark Knight n. 100 (1997)
- Convergence: Superman n. 1 (2015)
- Detective Comics nn. 679–680 (1994)
- Heroes in Crisis n. 3 (2019)
- Secret Origins (vol. 3) n. 1 (Superman) (2014)
- Starman Secret Files n. 1 (1998)
- Superman: The New 52: Futures End n. 1 (2014)
- Superman: Lois and Clark nn. 1–8 (2015–2016)
- Titans (vol. 3) n. 7 (2017)

### Eclipse Comics
- Alien Encounters nn. 6, 9 (1986)
- Miracleman n. 8 (Storia di backup della New Wave.) (1986)
- The New Wave n. 2 (1986)
- Tales of Terror n. 5 (1986)

### Marvel Comics
- The Amazing Spider-Man (vol. 2) n.29 (2001)
- The Amazing Spider-Man nn. 580, 627–629 (2009–2010)
- The Avengers Annual n. 18 (1989)
- Avengers Finale n. 1 (2005)
- Captain America (vol. 3) n. 18 (1999)
- Captain America (vol. 4) nn. 17–20 (2003–2004)
- Captain America (vol. 5) n. 10 (2005)
- Captain Marvel (Khn'nr) (vol. 6) nn. 1–5 (2008)
- Civil War: Front Line nn. 3–9 (2006)
- D.P. 7 Annual n. 1 (1987)
- Daredevil nn. 284–285, 287–288, 291–295, 297–300, 380 (1990–1998)
- Daredevil (vol. 2) n. 94 (2007)
- Daredevil: Dark Nights nn. 1–3 (2013)
- The Destroyer nn. 1, 3, 5, 8 (1989–1990)
- The Destroyer (vol. 2) n. 1 (1991)
- Doctor Strange, Sorcerer Supreme nn. 21–23 (1990)
- Fantastic Four: A Death in the Family n. 1 (2006)
- Gambit nn. 1–4 (1993–1994)
- Ghost Rider/Captain America: Fear n. 1 (1992)
- Giant-Size Invaders n. 2  (2006)
- G.I. Joe: A Real American Hero n. 107 (1990)
- Hulk 1999 n. 1 (1999)
- The Incredible Hulk (vol. 3) nn. 40–43, 77–81 (2002–2005)
- Iron Age #1 (2011)
- Justice nn. 15–23, 25–27, 29–31 (1988–1989)
- Marvel Comics Presents (vol. 2) n. 11 (2008)
- The Mighty Avengers n. 20 (2009)
- Official Handbook of the Marvel Universe Deluxe Edition #17 (1987)
- Peter Parker: Spider-Man (vol. 2) n. 13 (2000)
- Secret Invasion: Who Do You Trust n. 1 (2008)
- The Sensational Spider-Man (vol. 2) n. 38 (2007)
- Shadows & Light n. 2  (1998)
- Solo Avengers n. 10 (Dottor Druido) (1988)
- Spider-Man n. 34 (1993)
- Spider-Man's Tangled Web nn. 7–9 (2001–2002)
- Spider-Man: Death and Destiny nn. 1–3 (2000–2001)
- Spider-Man: The Mysterio Manifesto nn. 1–3 (2001)
- Stan Lee Meets the Thing n. 1 (2006)
- Thor (vol. 2) n. 15 (1999)
- Uncanny X-Men n. 314 (1994)
- What The--?! n. 11 (1991)
- Wild Cards n. 2  (1990)
- Winter Soldier: Winter Kills n. 1 (2007)
- Wolverine/Punisher nn. 1–5 (2004)
- X-Man n. 9 (1995)
- X-Men: The Magneto War n. 1 (1999)